# 어페어 오브 더 넥클리스
《어페어 오브 더 넥클리스》(The Affair Of The Necklace)는 미국에서 제작된 찰스 샤이어 감독의 2001년 드라마 영화이다. 힐러리 스웽크 등이 주연으로 출연하였고 브로데릭 존슨 등이 제작에 참여하였다. 이 영화는 비평가들로부터 부정적인 평가를 받았으나 세트, 음악, 의상 디자인 면에서는 찬사를 받았다.

## 출연

### 주연
- 힐러리 스웽크
- 사이먼 베이커

### 조연
- 애드리언 브로디
- 조엘리 리차드슨
- 조나단 프라이스
- 크리스토퍼 월켄

## SBS 성우진 (2007년 2월 25일)
- 정미숙 - 잔느 드 발로아(힐러리 스웽크)
- 양지운 - 루이 드 로앙 추기경(조나단 프라이스)
- 구자형 - 르토 드 빌레(사이먼 베이커)
- 강희선 - 마리 앙투와네트(조엘리 리차드슨)
- 장광 - 브레떼이유(브라이언 콕스)
- 김민석 - 니콜라 드 라 모뜨 백작(애드리언 브로디)
- 김태훈 - 바상주(피터 에어)
- 조동희 - 뵈머(폴 브룩) / 루이 16세(사이먼 셰클톤)
- 정훈석 - 칼리오스트로 백작(크리스토퍼 월켄)
- 이자옥 - 니콜(헤르미온느 걸리포드)
- 고재균 - 법무대신(사이먼 쿤츠)
- 임주현 - 콜린(빅토리아 샬렛)

## 기타
- 프로듀서: 나바 레빈
- 공동제작: 키라 데이비스
- 협력프로듀서: 나이젤 골드색
- 조감독: 미첼 세이코
- 조감독: 리처드 그레이스마크
- 조감독: 닉 슈틀워스
- 미술: 알렉스 맥도웰
- 의상: 밀레나 카노네로
- 분장부문: 빈센조 마스트란토니오
- 분장부문: 베리 리처드슨
- 분장부문: 조 테이어
- 배역: 케리 바든
- 배역: 마크 베넷
- 배역: 빌리 홉킨스
- 배역: 수잔느 스미스
- 프로덕션매니저: 브래드 아렌스맨
- 프로덕션매니저: 존 케이
- 프로덕션매니저: 알레스 코마렉
- 프로덕션매니저: 펫 모라벡
- 프로덕션매니저: 잔 웅어